# Новицкие
Новицкие — дворянский род одноимённого герба.
Фамилия Новицких происходит из Польского Королевства, предок рода Илья Фёдорович Новицкий, во время царствования Алексея Михайловича, был Комендантом Дымерским, и служа в войске Запорожском Полковником, за отличные и мужественные его подвиги, пожалован в вечное и потомственное его владение в 1690 году по грамоте великих Государей, Царей и Великих Князей Иоанна Алексеевича и Петра Алексеевича в полку Лубенском недвижимыми имениями.
Равным образом и потомки его находились, как в военной, так и гражданской службе в знатных чинах и жалованы были разными почестями. Определением Киевского Дворянского Депутатского Собрания род Новицких внесён в VI часть родословной книги.

## Описание герба
Герб Новицкий (Nowicki) или Осеки (Oseki). В голубом поле три крюка, сложенных в виде буквы Y; у верхних крюков остриё вправо, а у нижнего влево. Между крюками три серебряных шестиугольных звезды. Та же фигура и в нашлемнике из трех страусовых перьев. Герб рода Новицких внесён в Часть 10 Общего гербовника дворянских родов Всероссийской империи, стр. 97.